# 四日市インターチェンジ (三重県)
四日市インターチェンジ（よっかいちインターチェンジ）は、三重県四日市市にある、東名阪自動車道のインターチェンジ。

## 道路
- E23 東名阪自動車道（31番）

## 接続する道路
- 直接接続
  - 国道477号
- 間接接続
  - 国道477号四日市インターアクセス道路 高角IC

## 料金所
- ブース数：6

### 入口
- ブース数：2
  - ETC専用：1
  - ETC/一般：1

### 出口
- ブース数：4
  - ETC専用：2　
  - 一般：1
  - 休止中：1

## 周辺
- 湯の山温泉
- 御在所岳・御在所ロープウエイ
- 四日市西郵便局
- 西勝寺と智積養水（名水百選）：山門前に流れる用水路に鯉が放流されているが、水面は透き通り元気よく泳ぐ風景が見られる。
- 三重県立四日市西高等学校
- 四日市市街
- 近畿日本鉄道（近鉄）湯の山線 桜駅

## 隣
E23 東名阪自動車道
(30) 四日市東IC - 御在所SA - (31) 四日市IC - (32) 鈴鹿IC